# Nút giao thông Guseo
Nút giao thông Guseo (Tiếng Hàn: 구서 나들목, 구서IC) còn được gọi là Guseo IC là nút giao số 1 trên Đường cao tốc Gyeongbu tại Guseo 1-dong, Geumjeong-gu, Busan. Điểm đầu của Đường cao tốc Gyeongbu nằm cách nút giao thông Guseo về phía Busan 0,60 km. Bạn có thể vào trung tâm thành phố Busan qua Beongyeong-ro.

## Lịch sử
- 29 tháng 12 năm 1969: Mở đường cao tốc Gyeongbu giữa Daegu ~ Busan[1]

## Cấu trúc

### Hướng điSeoul
- Có thể truy cập: Beongyeong-ro hướng Munhyeon, Cheyukgongwon-ro 29beon-gil hướng Trường trung học Nữ sinh Dongrae[2], Cheyukgongwon-ro theo cả hai hướng
- Có thể đến được: Jungang-daero theo cả hai hướng, Beongyeong-ro theo hướng Munhyeon, Geumjeong-ro theo hướng Oncheonjang

### Hướng điBusan
- Có thể đến được: Jungang-daero theo cả hai hướng, Beongyeong-ro theo hướng Munhyeon, Geumjeong-ro theo hướng Oncheonjang
- Có thể truy cập: Beongyeong-ro hướng đi Munhyeon

## Lối vào nút giao thông
- Tuyến đường thành phố Busan số 11 (Beonyeong-ro)
- Quốc lộ 7 (Jungang-daero)
- Geumjeong-ro